# Egils þáttr Síðu-Hallssonar
Egils þáttr Síðu-Hallssonar también Egils páttr ok Tófa, es una historia corta islandesa (þáttr) de narrativa ejemplar temprana, escrita para ilustrar el poder y la gloria de San Olaf durante su vida. El protagonista es uno de los hijos del caudillo Síðu-Hallur, llamado Egill, que viaja a Noruega acompañado de Tófi Valgautsson, hijo del jarl de Vestrogotia.